# Bob Herbert
Robert Herbert (né le 7 mars 1945) est un journaliste américain, qui a été un chroniqueur op-ed pour le New York Times. Il écrit fréquemment sur la pauvreté, la guerre en Irak, le racisme et l'apathie politique américaine envers le racisme. Il est maintenant membre du think-tank Demos et a été élu au conseil d'administration national de Common Cause (en) en 2015.

## Parcours scolaire
Bob Herbert est né à Brooklyn, dans la ville de New York, et a grandi principalement à Montclair dans le New Jersey, où ses parents possédaient un certain nombre de magasins de tissus d'ameublement. Il a été enrôlé pendant la préparation de la guerre du Vietnam, mais a finalement été envoyé en Corée. Ayant toujours eu un intérêt pour la politique et l'écriture, il décide peu après la guerre de se lancer dans le journalisme.

## Carrière
La carrière journalistique de Bob Herbert a commencé avec The Star-Ledger dans le New Jersey en 1970. Il a ensuite travaillé comme journaliste et rédacteur en chef au New York Daily News de 1976 à 1985, date à laquelle il est devenu chroniqueur politique et rédacteur en chef, et a commencé à attirer l'attention sur son travail éditorial. Cette reconnaissance l'a conduit à obtenir un poste sur CBS-TV à New York, en tant que panéliste fondateur de Sunday Edition en 1990, ainsi qu'à devenir animateur de Hotline, une émission hebdomadaire sur la télévision publique de New York. Il a ensuite été correspondant national sur NBC de 1991 à 1993, avec des apparitions régulières sur The Today Show et NBC Nightly News.
Il a quitté le New York Times le 25 mars 2011 avec sa dernière chronique intitulée "Losing Our Way". En juin 2011, il rejoint le groupe de réflexion national Demos en tant que Distinguished Senior Fellow.
En 2014, Bob Herbert a publié son livre Losing Our Way: An Intimate Portrait of a Troubled America.